# Tasov (district de Hodonín)
Pour les articles homonymes, voir Tasov.
Tasov (en allemand : Tassow) est une commune du district de Hodonín, dans la région de Moravie-du-Sud, en Tchéquie. Sa population s'élevait à 552 habitants en 2020.

## Géographie
Tasov se trouve à 7 km au sud-est de Veselí nad Moravou, à 24 km à l'est-nord-est de Hodonín, à 69 km au sud-ouest de Brno et à 253 km au sud-est de Prague.
La commune est limitée par Hroznová Lhota à l'ouest et au nord, par Lipov à l'est, par Malá Vrbka et Hrubá Vrbka au sud.

## Histoire
La première mention écrite de la localité date de 1217.